# بوب إليوت (صحفي)
بوب إليوت هو صحفي كندي، ولد في 10 سبتمبر 1949 في كينغستون في كندا.